# Friede von Pressburg

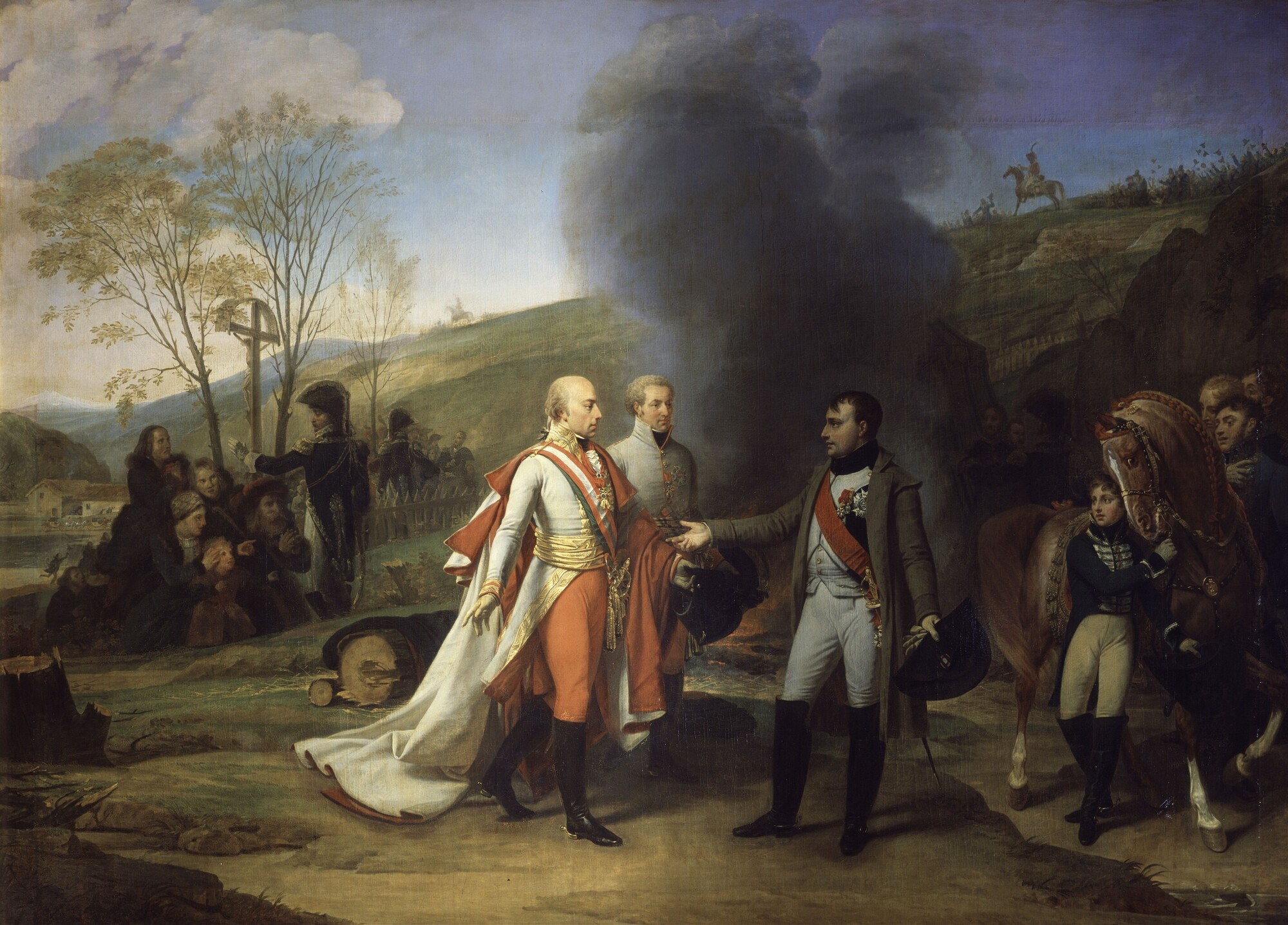
Nach der Niederlage von Austerlitz baten Franz I. (links) und Johann von Liechtenstein (Mitte) Napoleon um Waffenstillstand und Frieden

Der Friede von Pressburg wurde 1805 zwischen dem Kaisertum Österreich unter Franz I. und dem Kaiserreich Frankreich unter Napoléon Bonaparte geschlossen und beendete den 3. Koalitionskrieg. Am 2. Dezember 1805 hatte Napoleon das vereinigte russisch-österreichische Heer in der Dreikaiserschlacht von Austerlitz vernichtet, am 6. Dezember war ein Waffenstillstand geschlossen worden. Russland war, weil es so bald keine neuen Truppen aus dem Innern des Reichs heranzuziehen vermochte, ohne Friedensschluss aus dem Krieg ausgeschieden. Österreich schloss mit Frankreich am 26. Dezember 1805 in Pressburg Frieden. Den Vertrag unterzeichneten Johann Josef von Liechtenstein und Ignatz Graf von Gyulai für Österreich sowie Charles-Maurice de Talleyrand für Frankreich, tags darauf ratifizierte ihn Napoleon auf Schloss Schönbrunn.

## Verhandlungspositionen und Forderungen
Bezüglich der Behandlung des besiegten Österreich waren Napoleon und sein Außenminister Talleyrand bereits im Oktober 1805, also noch während des Krieges, aneinandergeraten.

### Talleyrands Ultimatum vor Austerlitz

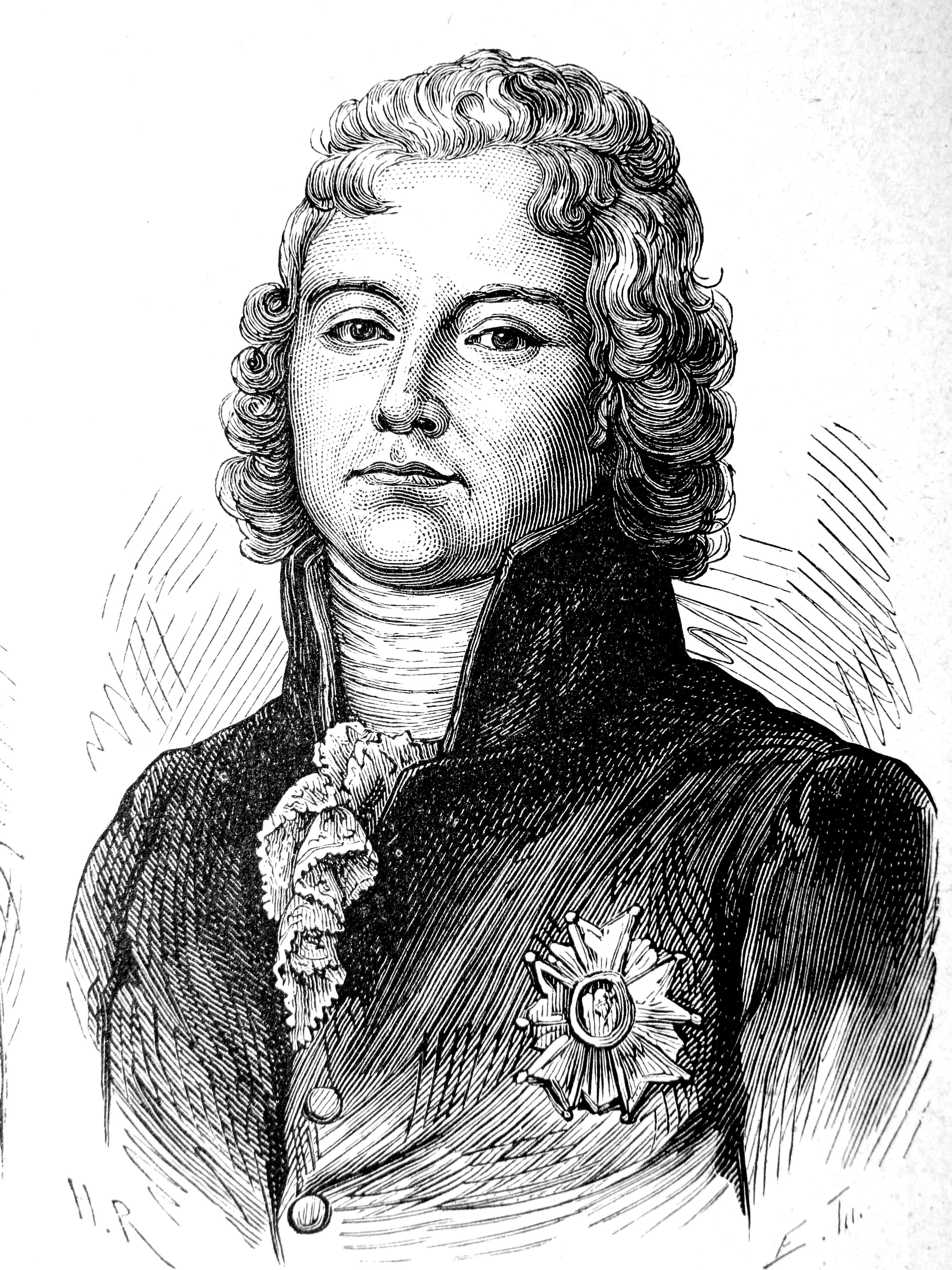
Frankreichs Außenminister Charles-Maurice de Talleyrand, Unterzeichner des Friedensvertrags

Talleyrand forderte seinen Kaiser ultimativ auf, Österreich zu schonen und zu erhalten. Tirol und Venetien sollten zwar von Österreich abgetrennt, nicht jedoch anderen Staaten zugeschlagen werden. Stattdessen sollten sie als neutrale Pufferstaaten zwischen Österreich und der französischen Interessenssphäre fungieren. Tirol sollte einem österreichischen Prinzen gegeben werden, den Kaiser Franz auswählen sollte, und eine eigenständige Habsburger-Sekundogenitur bilden (so wie auch schon Salzburg bis 1805 eine Habsburger-Sekundogenitur bildete). Venedig sollte wieder eine Republik werden, deren Präsident zu bestimmen Napoleon vorbehalten sein sollte. Als Zeichen des Vertrauens sollte Napoleon die italienische Königskrone an einen seiner Brüder übergeben und sich verpflichten, die Kronen Frankreichs und Italiens nicht zu vereinen. Nicht davon betroffen sollten die bereits an Frankreich angegliederten westitalienischen Regionen Piemont, Genua und Parma sein. Abgesehen von diesen Abweichungen sollte sich Frankreich hinter seine „natürlichen Grenzen“ an Rhein, Alpen und Pyrenäen zurückziehen und die Besetzung der Schweiz (Helvetische Republik) und der Niederlande (Batavische Republik) beenden. Als Entschädigung für den Verlust Tirols und Venetiens sollten Österreich Kompensationen auf Kosten des Osmanischen Reiches – die Donaufürstentümer Moldau (einschließlich Bessarabiens) und Walachei sowie das nördliche Bulgarien (die Dobrudscha) – versprochen werden, um so Russlands Vormarsch auf dem Balkan zu blockieren, und Österreich mit Russland nachhaltig zu verfeinden.

### Napoleons Vorstellungen vor Austerlitz

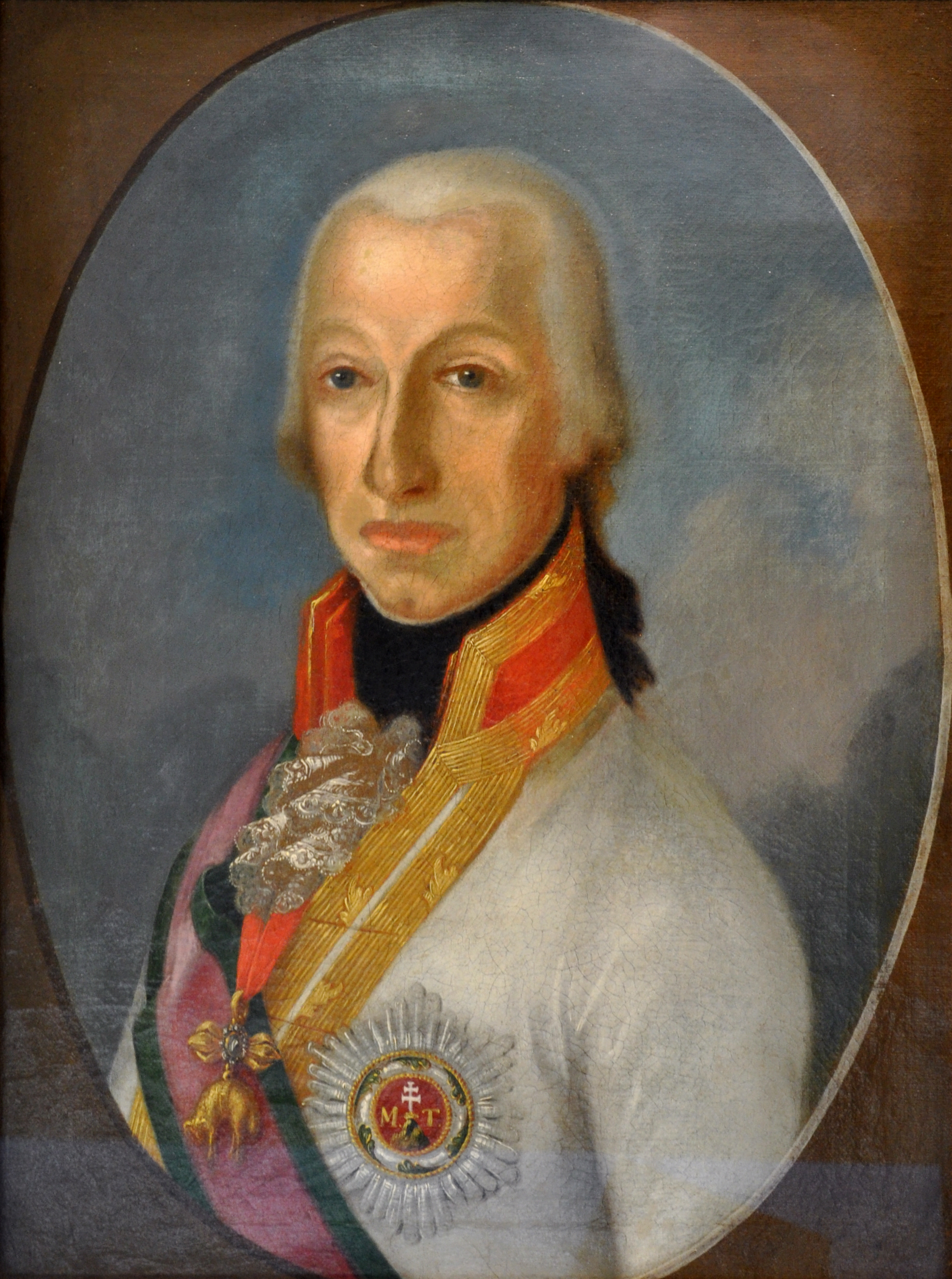
Der Habsburger Ferdinand von Salzburg sollte sein eigenständiges Kurfürstentum an Österreich abtreten

Obwohl Napoleon Talleyrands Ultimatum unbeachtet ließ, war auch er zunächst offenbar gewillt, Österreich zu schonen. Er erwog sogar, Österreich in Venetien nur die strategisch wichtigen Städte Verona und Legnago wegzunehmen oder Österreich für ganz Venetien mit Salzburg zu entschädigen. (Faktisch aber gehörte Salzburg bereits zum Machtbereich der österreichischen Habsburger, dort regierte eine habsburgische Sekundogenitur: Kurfürst Ferdinand, ein Bruder des österreichischen Kaisers, hatte Salzburg, Berchtesgaden und Passau erst wenige Jahre zuvor als Kompensation für sein 1801 verlorenes Großherzogtum Toskana erhalten.) Nach seinem Sieg bei Ulm forderte Napoleon in einer Antwort auf ein österreichisches Waffenstillstandsersuchen zwar bereits die Abtretung der italienischen und schwäbischen (vorderösterreichischen) Besitzungen, noch nicht jedoch Tirol und Dalmatien.
Italien sollte tatsächlich an einen von Napoleons Brüder fallen, doch sowohl Lucien als auch Joseph und Louis lehnten ab. Piemont und Genua sollten bei Frankreich bleiben, der König von Sardinien sollte aber für den Verlust Piemonts mit dem russisch beherrschten Korfu bzw. den Ionischen Inseln und mit dem britisch besetzten Malta entschädigt werden. (Korfu und Malta brachten französische Unterhändler noch einmal 1807 ins Gespräch, diesmal allerdings, um den König von Sizilien für Neapel zu entschädigen.) Russland solle dafür Kompensationen auf Kosten des Osmanischen Reiches suchen.

### Österreichs und Russlands Forderungen vor Austerlitz

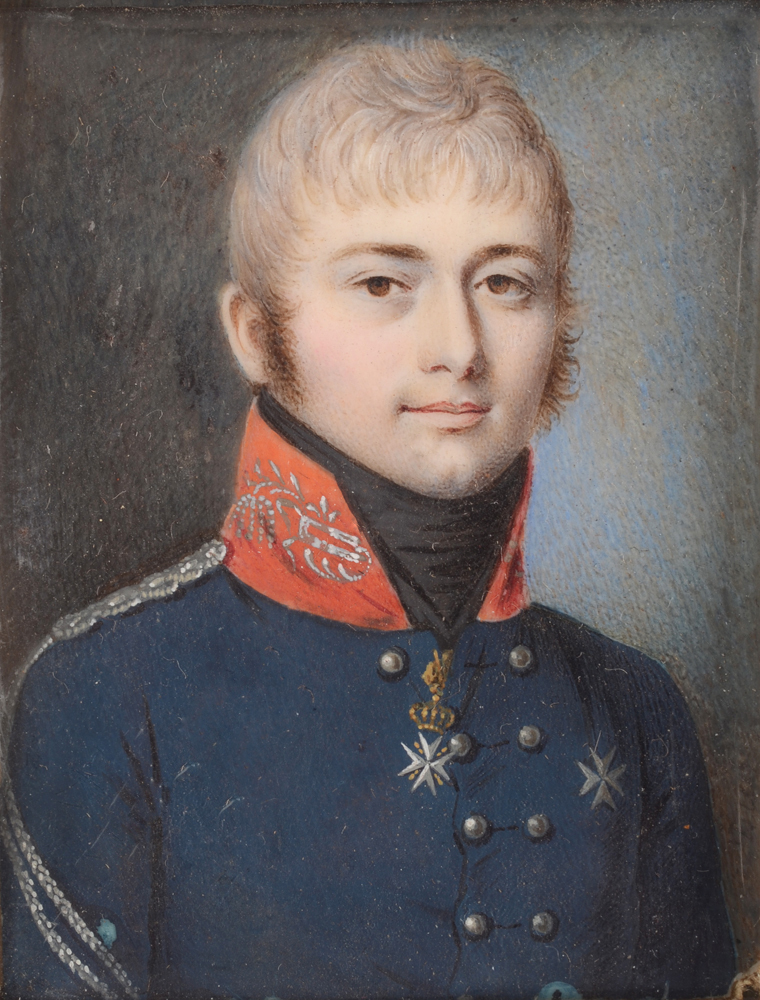
Der russische Fürst Dolgorukow hatte Napoleon in arroganter Weise unannehmbare Bedingungen vorgelegt

Nachdem die österreichische Hauptarmee bei Ulm zur Kapitulation gezwungen worden war und österreichische Truppen danach auch Tirol, Salzburg und Venetien hatten räumen müssen, hatte Österreichs Kaiser Franz I. zwar schon Anfang November 1805 um Waffenstillstand gebeten, Napoleons daran geknüpfte Friedensbedingungen dann aber doch abgelehnt. Die französische Niederlage in der Schlacht von Trafalgar bestärkte Österreich und Russland wieder in einer unnachgiebigeren Haltung. Zwar hatten französische Truppen am 13. November die österreichische Hauptstadt Wien besetzt und den österreichischen Kaiser Franz nach Mähren zur Armee des russischen Kaisers Alexander vertrieben, doch noch am Vorabend der Schlacht von Austerlitz ließen die Alliierten Napoleon durch Fürst Peter Petrowitsch Dolgorukow ihre ursprünglichen Forderungen übermitteln, die für Napoleon und Talleyrand unannehmbar waren.
Hinter der Phrase, die Unabhängigkeit Europas wiederherstellen zu wollen, und der Hauptforderung, den König von Sardinien in Piemont wieder einzusetzen, verbarg sich das mit England abgestimmte Anliegen, Frankreich nicht nur auf seine „natürlichen Grenzen“ zu beschränken, sondern auf seine „ursprünglichen Grenzen“ von 1792 zurückzuführen. Frankreich sollte alle seit 1793 gemachten Eroberungen aufgeben und somit lediglich Savoyen und Nizza behalten dürfen. Als Entschädigung für Savoyen und Nizza sollte Sardinien-Piemont allerdings nicht nur Genua, sondern auch Korsika erhalten, die übrigen italienischen und deutschen Kleinfürsten sollten in ihre alten „Rechte“ wiedereingesetzt werden. Die Helvetische Republik sollte ebenso wie die Batavische Republik aufgelöst und die Niederlande wieder dem Erbstatthalter Wilhelm V. von Oranien-Nassau unterstellt werden – vergrößert um die 1797 bzw. 1801 an Frankreich abgetretenen Österreichischen Niederlande (heute Belgien).

### Preußens Ultimatum

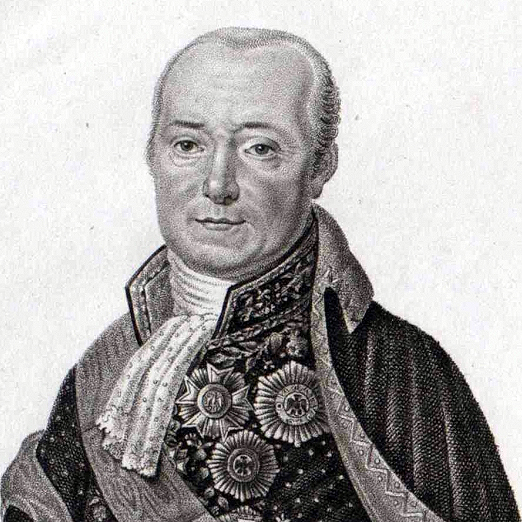
Der preußische Graf von Haugwitz schloss während der Verhandlungen in Pressburg mit Napoleon den Vertrag von Schönbrunn

Preußen, das schon 1795 mit Frankreich den Frieden von Basel geschlossen hatte, bildete zwar 1805 eine Koalition mit Österreich und Russland, hatte aber Frankreich nicht den Krieg erklärt. Preußens Außenminister Karl August von Hardenberg bot sich stattdessen als Vermittler zwischen Frankreich, Österreich und Russland an. Als französische Truppen bei der Verfolgung der Österreicher jedoch die Neutralität preußischen Gebiets verletzten („Zwischenfall von Ansbach“), wurde der preußische Vermittlungsvorschlag als Ultimatum formuliert, das der profranzösisch gesinnte Ex-Außenminister Christian von Haugwitz überbrachte.
Das preußische Ultimatum orientierte sich bzgl. der französischen Grenzen eher am Vorkriegsstand bzw. den 1795, 1797, 1801 und 1802 geschlossenen Friedensverträgen, obwohl Preußen von England halb Belgien und das linke Rheinufer versprochen worden war. Darüber hinaus aber sollte Frankreich die Unabhängigkeit Neapels, der Niederlande und der Schweiz anerkennen sowie den König von Sardinien eher mit Ligurien (Genua) und Parma entschädigen (statt mit Korsika), wenn er nicht Piemont zurückerhalten würde. Österreichs Grenze in Italien sollte nur leicht von der Etsch an den Mincio vorverlegt werden, hätte dann aber auch die strategisch wichtigen Festungen Mantua und Peschiera del Garda eingeschlossen. 
Indem er Haugwitz das Kurfürstentum Hannover versprochen hatte, gelang es Napoleon, Preußen zur Beibehaltung seiner Neutralität zu bewegen und gleichzeitig mit England zu entfremden. Zudem nährte er Preußens Misstrauen gegen durch Preußisch-Polen laufende russische Verstärkungen für Österreich.

### Österreichs Forderungen nach Austerlitz

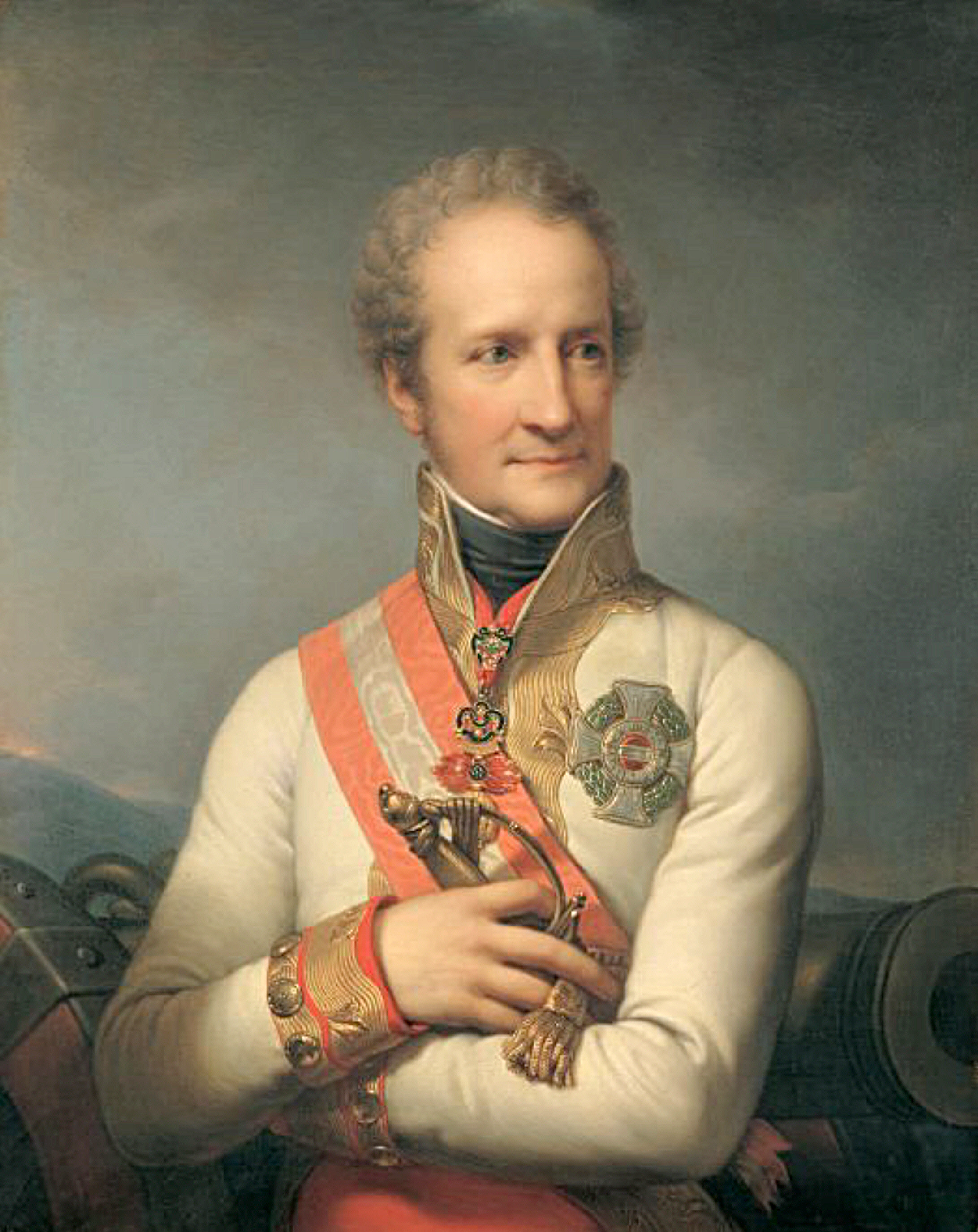
Fürst Johann I. von Liechtenstein handelte für Österreich den Waffenstillstand und den Frieden aus

Hannover spielte nach Austerlitz auch für die österreichischen Unterhändler eine wichtige Rolle. Mit dem Verlust der schwäbischen und italienischen Besitzungen waren sie inzwischen doch bereit sich abzufinden; um jedoch Tirol und Dalmatien zu behalten, boten sie Napoleon 100 Millionen Francs an Kriegskontributionen. Als dieser Versuch scheiterte, forderten sie als Kompensation Hannover für einen österreichischen Prinzen (Sekundogenitur). Obwohl sich sogar Talleyrand dafür verwendete, weil er darin die Möglichkeit sah, Österreich mit England zu verfeinden, blieb auch dieser Versuch erfolglos, da Napoleon Hannover im Vertrag von Schönbrunn gerade Preußen versprochen hatte.
Der nach wie vor an Österreichs Schonung interessierte Talleyrand setzte die von Napoleon geforderte Kontributionssumme auf 90 Millionen Francs (40 Millionen Gulden) herab, forderte dafür aber von den Österreichern einen Anteil an der Differenz, den er nach intensiven Verhandlungen schließlich auch erhielt. Österreichs Kaiser Franz I. zeigte sich gegenüber Talleyrand für die Erleichterungen erkenntlich, indem er dem französischen Außenminister außerdem eine kostbare Schnupftabakdose mit seinem Abbild und zwei Diamantringe zum Geschenk machte.

## Vertragsbedingungen

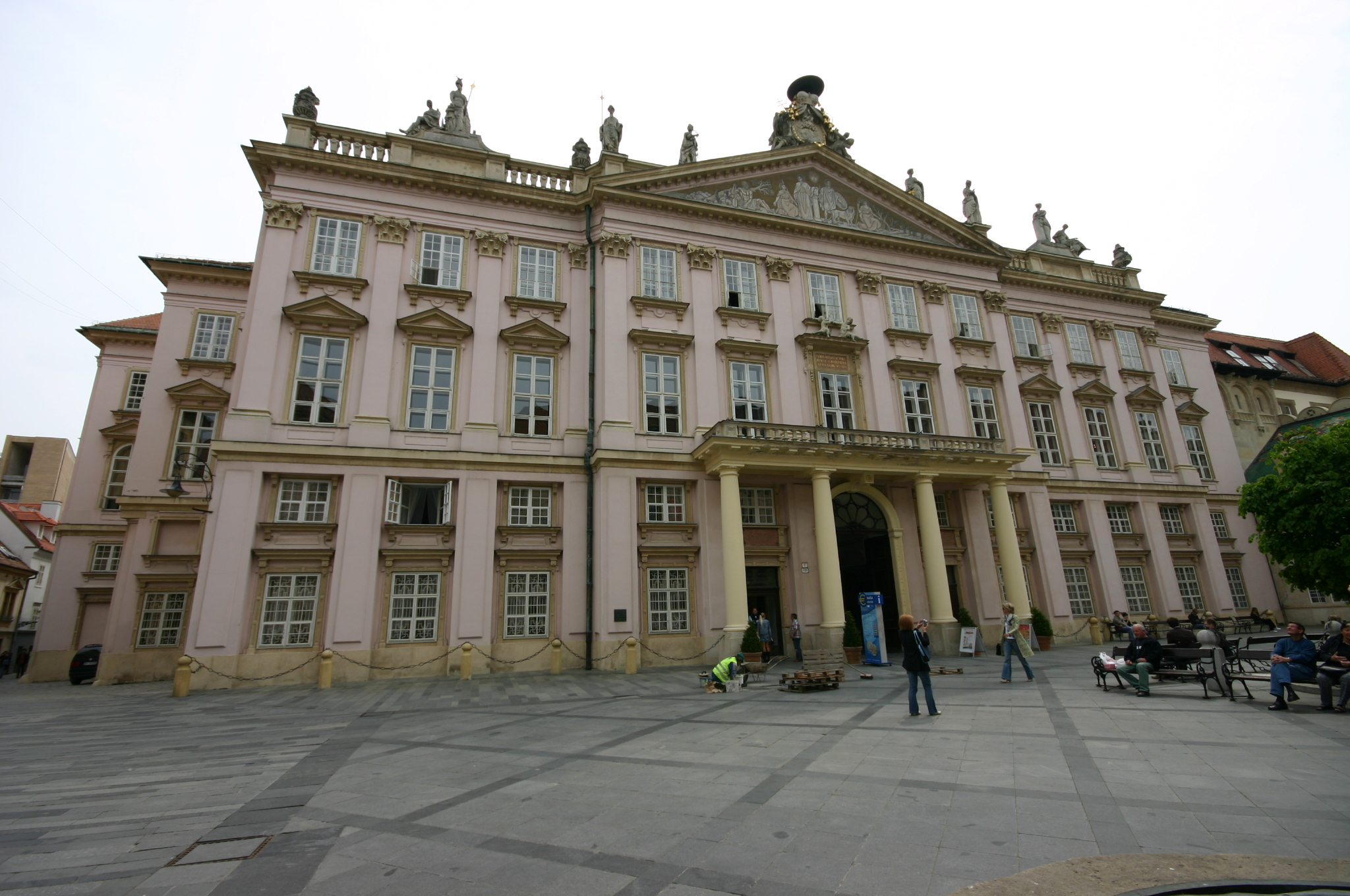
Im Primatialpalais – heute Sitz des Bürgermeisters – wurde der Friedensvertrag geschlossen

Österreich musste die Grafschaft Tirol und Vorarlberg von Vorderösterreich an das neugeschaffene Königreich Bayern, den Breisgau an das Kurfürstentum Baden abtreten. Der Rest von Vorderösterreich wurde unter Baden und dem ebenfalls ab 1. Januar 1806 zum Königreich erhobenen Württemberg aufgeteilt. Die Gebiete Venetien, Istrien, Dalmatien und Cattaro, die erst 1797 beim Frieden von Campo Formio zu Österreich gekommen waren, fielen an das napoleonische Königreich Italien. Das ehemalige Hochstift Augsburg (Hinterland der Freien Reichsstadt Augsburg) und der nordöstliche Teil des ehemaligen Hochstifts Passau fielen an Bayern. Das vormalige Erzstift Salzburg, das erst 1803 säkularisiert und zu einem Kurfürstentum aufgestiegen war, sowie die Fürstpropstei Berchtesgaden kamen im Ausgleich an Österreich. Der bisherige Kurfürst von Salzburg wurde von Bayern mit dem neu geschaffenen Großherzogtum Würzburg entschädigt, das Bayern selbst erst 1803 hinzugewonnen hatte.
Der österreichische Kaiser Franz I. musste Napoléon als Kaiser, die Rangerhöhung der bisherigen Kurfürsten von Bayern und Württemberg zu Königen und die volle Souveränität der neuen Könige und des Kurfürsten von Baden anerkennen. Ferner musste er im Voraus seine Zustimmung zu einem engen Bund Napoleons mit deutschen Fürsten geben – dem späteren Rheinbund.
Der Deutsche Orden und der Malteserorden wurden säkularisiert bzw. aufgelöst (beim Reichsdeputationshauptschluss von 1803 waren diese beiden Orden noch ausgespart worden), um aus ihren Einkünften Apanagen für jene Habsburger-Prinzen zu bilden, die bisher aus den abgetretenen Gebieten versorgt worden waren.

## Auswirkungen

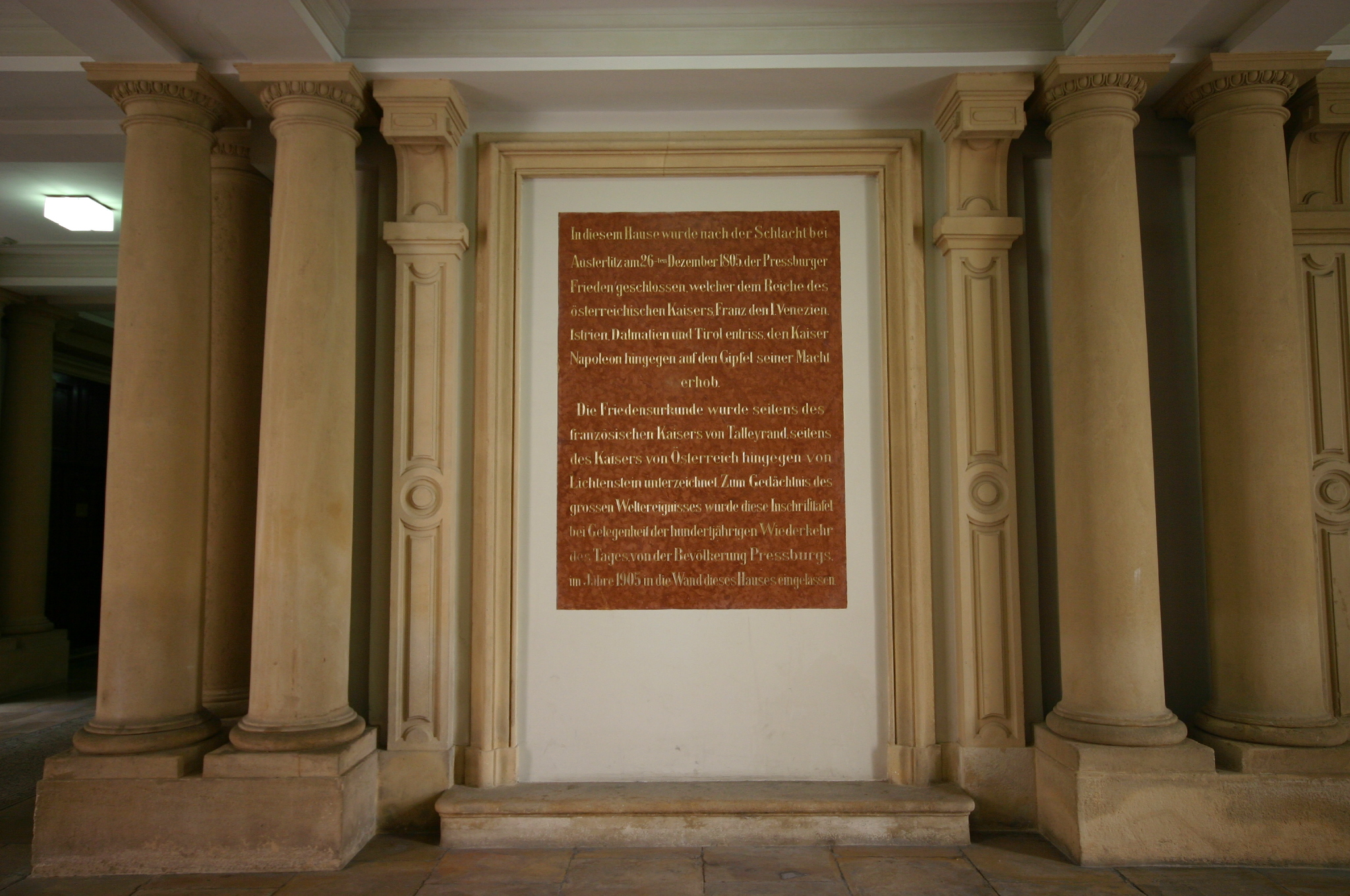
Gedenktafel zum Frieden von Pressburg im Innenhof des Primatialpalais

Österreich verlor durch den Friedensschluss ein Sechstel (4 von 24 Millionen) seiner Untertanen sowie ein Siebtel seiner Staatseinnahmen. Der Friede von Pressburg besiegelte eine der bittersten Niederlagen Österreichs und führte im Jahr darauf zur Gründung des Rheinbundes und zur Auflösung des Heiligen Römischen Reiches durch Franz II.
Die Abtretung Tirols an Bayern führte später zu Aufständen der Bauern unter Andreas Hofer, die vom österreichischen Kaiser relativ weitgehende Autonomie, insbesondere aber Wehrfreiheit (freie Entscheidung zum Wehrdienst) zugesagt bekommen hatten. Sie wollten auf dieses Recht nicht mehr verzichten, doch der nachmalige König von Bayern Maximilian I. erkannte das nicht an.
Die meisten Vertragsklauseln wurden 1815 im Rahmen des Wiener Kongresses storniert, insbesondere in Bezug auf Tirol und die venetisch-adriatischen Gebiete. Salzburg kam aber 1816 mit dem Vertrag von München nochmals an Österreich, um den Verlust der ehemals habsburgischen Gebiete Vorderösterreichs an Württemberg und Baden zu kompensieren.